# Neuroleon (Neuroleon) taifensis
Neuroleon (Neuroleon) taifensis is een insect uit de familie van de mierenleeuwen (Myrmeleontidae), die tot de orde netvleugeligen (Neuroptera) behoort. 
Neuroleon (Neuroleon) taifensis is voor het eerst wetenschappelijk beschreven door Kimmins in 1943.